# Jonas Damborg
Jonas Damborg (født 17. april 1986) er en dansk fodboldspiller, der spiller for Hobro IK.
Som midtbanespiller bruges han primært defensivt, hvor hans rolle ofte er at slå modstandernes spil i stykker i området foran sit eget holds centerforsvar.

## Klubkarriere
Han startede sin karriere i Skørping IF og Støvring IF i Himmerland. 

### Randers FC
Jonas Damborg var 18 år, da han 1. januar 2005 skiftede til Randers FC. I løbet af det første halve år blev han noteret for otte Superligakampe. Han har scoret et enkelt mål for Randers FC. Målet blev scoret i sæsonen 2006/2007.

### Hobro IK
Den 4. juli 2011 blev det offentliggjort, at Damborg skiftede til den danske 1. divisionsklub Hobro IK.
Damborg var en del af holdet der sensationelt rykkede op i Superligaen i 2014, med et hold bestående af fyraftensproffer.
Den 6. august 2020, forlængede Hobro kontrakten med Damborg til sommeren 2021.

## Landsholdskarriere
Jonas Damborg har spillet 7 U-landskampe for Danmark.